# Кијај
Кијај (気合, 気合い) је јапански израз који се састоји од две речи; ки (気) која значи ум, воља, дух, и ај (合, 合い) која је скраћеница глагола авасу (合わす) са значењем ујединити; дословно „сконцентрисани ум“. Користи се у борилачким вештинама и го игри где описује борбени дух. За контекст у игри го види го термини.

## Употреба у борилачким вештинама
У борилачким вештинама, термин се обично односи на кратки узвик који се узвикује пре или током технике или борбе. Корејске борилачке вештине називају овај звук јац или кихап (기합). У буџуцуу (јапанска вештина ратовања), повезују се са унутрашњим прикупљањем енергије која се ослобађа у једном експлозивном фокусу воље. Вежбачи борилачких вештина као што су аикидо, карате, теквондо или џудо користе кијај да би усмерили енергију док раде технику. Такође се односи и на узвик који прати неке технике при извођењу ката. Кијајџуцу је јапанска вештина коришћења кијаја при вежбању борилачких вештина. Правилна употреба кијајђуцуа више укључује концентрисање на употребу киа него викање.
С обзиром да се осећај кијаја може сачувати без прављења буке, кијај може бити и тих; важна је координација дисања са физичком активности. Ово се може прецизније назвати кокји снага. Кокју и кијај се понекад користе као синоними. Термин кокју се најчешће преводи као снага дисања. Кокју снага, је суштински иста као и кинески неи ђин. „Дисање“ и „тајминг“ потпадају под употребу кокју снаге, али оно што је важно јесте способност координације дисања са извршавањем ђин покрета. Опуштен и снажан уздисај може дати снагу покрету. Узвик је само звучна индикација доброг кијаја (заједно са телесном структуром, фокусираном намером, и добрим дисањем). Звук није то што је важно.
За кијај звук се каже да проистиче из харе и тандена, и укључује абдоминалне мишиће и дијафрагму. Не би требало да се узвикује из грла.

### Типична употреба
Кијај се користи да:
- заплаши и деморалише противника.
- припреми за борбу.
- заштити горњи део тела од ударца обезбеђујући пролаз ваздуху који се издише.
- заштити доњи део тела брзом контракцијом попречних абдоминалних и других кључних мишића, штитећи унутрашње органе.
- пружа солидни ослонац за технике ударања.

## Кијај и аики
Кијај и аики користе исти канџи са (промењеним местима) и могу се сматрати за унутрашњи и спољашњи аспект истог принципа. Неке школе борилачких вештина користе термине наизменично. Па ипак корисно је подвући следећу разлику:
А) Кијај - се повезује са манифестацијом, емисијом, или пројекцијом сопствене енергије (унутрашње снаге)
Б) Аики - се повезује са спајањем сопствене енергије са енергијом емитованом из спољњег извора (мешање)
Стога је кијај хармонија са сопственом, унутрашњом енергијом, док је аики хармонија са нападачевом енергијом. Кијај се састоји од тога да сви делови тела буду сједињени и усмерени ка једној намери. Аики, је у крајњој линији повезан је са веома добром способношћу да се манипулише са кијајем након контакта тако да у истом тренутку вежбач стопи свој ки са нападачевим кијем.
Ова употреба кијаја као средства коришћења унутрашње снаге, или коришћења сопственог кија се често користи у аики вештинама као што су аикиџуџуцу и аикидо. У неким школама као што су Ки Друштво, 'усредсређење на једну ствар' (будност/коришћење тандена) се описује као кијај. Танден и унутрашња снага су веома блиско повезани.

## Кијај у другим културама
Постоје бројни примери (ратни поклич|ратног поклича) као што је (побуњенички узвик) који је користила конфедерација током Америчког грађанског рата. Тениски тренери охрабрују играче да испуштају звук док сервирају, како би повећали снагу.

## Кијај у фикцији
Учестало се повезује са приказом јапанских борилачких вештина на филму и цртаним филмовима.

## Митови и легенде
Легенде су препуне прича о моћном кијаију који је на граници натприродног. Приповедају се живописне приче о моћним мајсторима борилачких вештина који руше огромне објекте са својим повиком. И док су неке приче једноставно у реалму паранормалног, друге се мешају са способностима које су прихватљивије по научним мерилима. Па тако, тигрови и вукови су се наводно зауставили у месту самурајским кијајем, понекад чак и само у облику погледа. А забележено је такође да је кијај натерао противника који јуриша да се саплете или заустави.
Паранормална употреба кијаја је аналогна кинеском термину линг конг џинг или празна сила.